# Folimanka
Folimanka je pražský park v městské části Praha 2, který se rozkládá na pomezí Vinohrad, Nuslí a Nového Města. Nachází se v prostoru mezi potokem Botičem, Novoměstskými hradbami, Nuselským mostem a ulicí Bělehradskou v Nuselském údolí.

## Popis

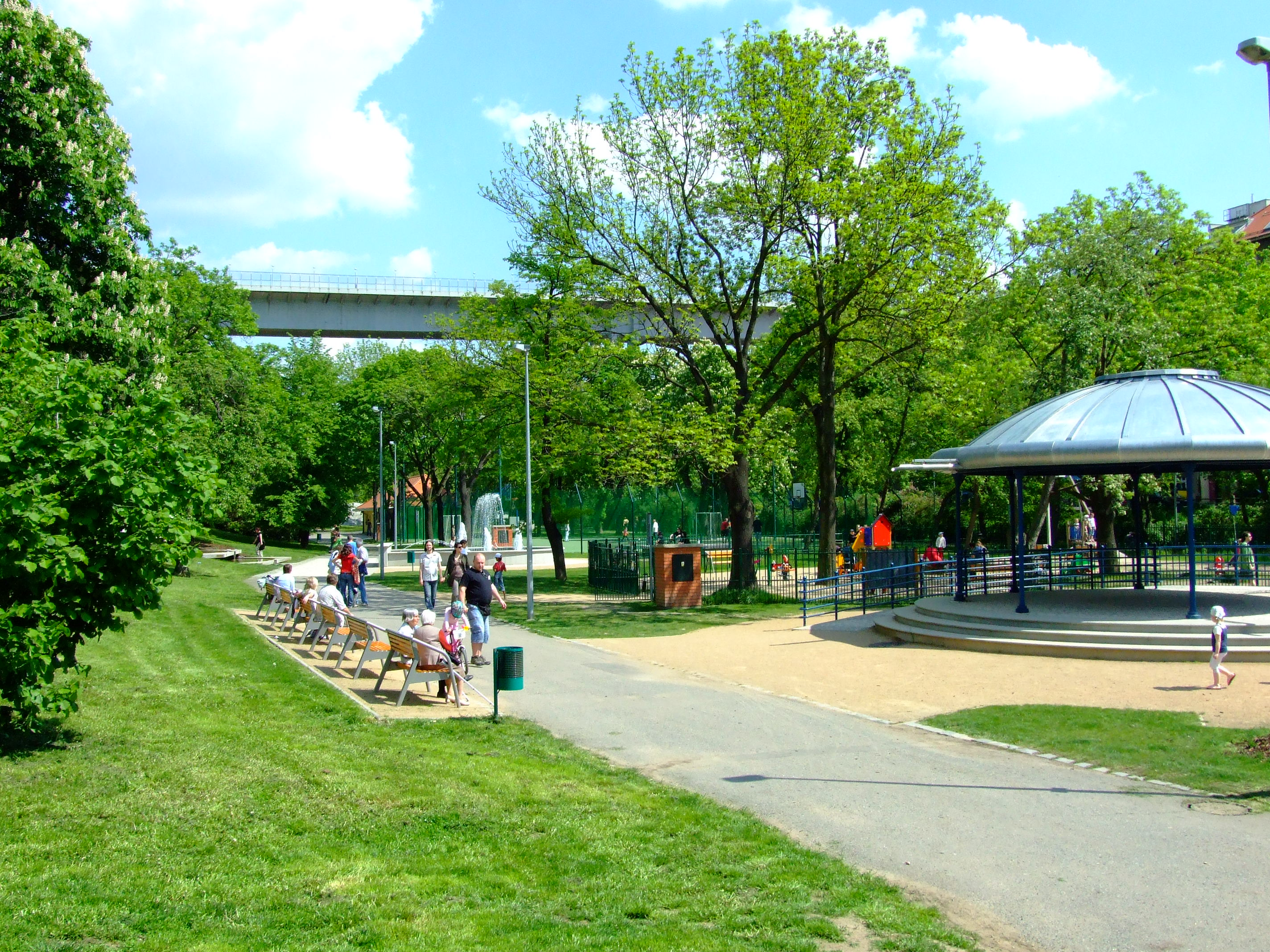
Altán a hřiště s umělým povrchem (basketbal, volejbal a malý fotbal)

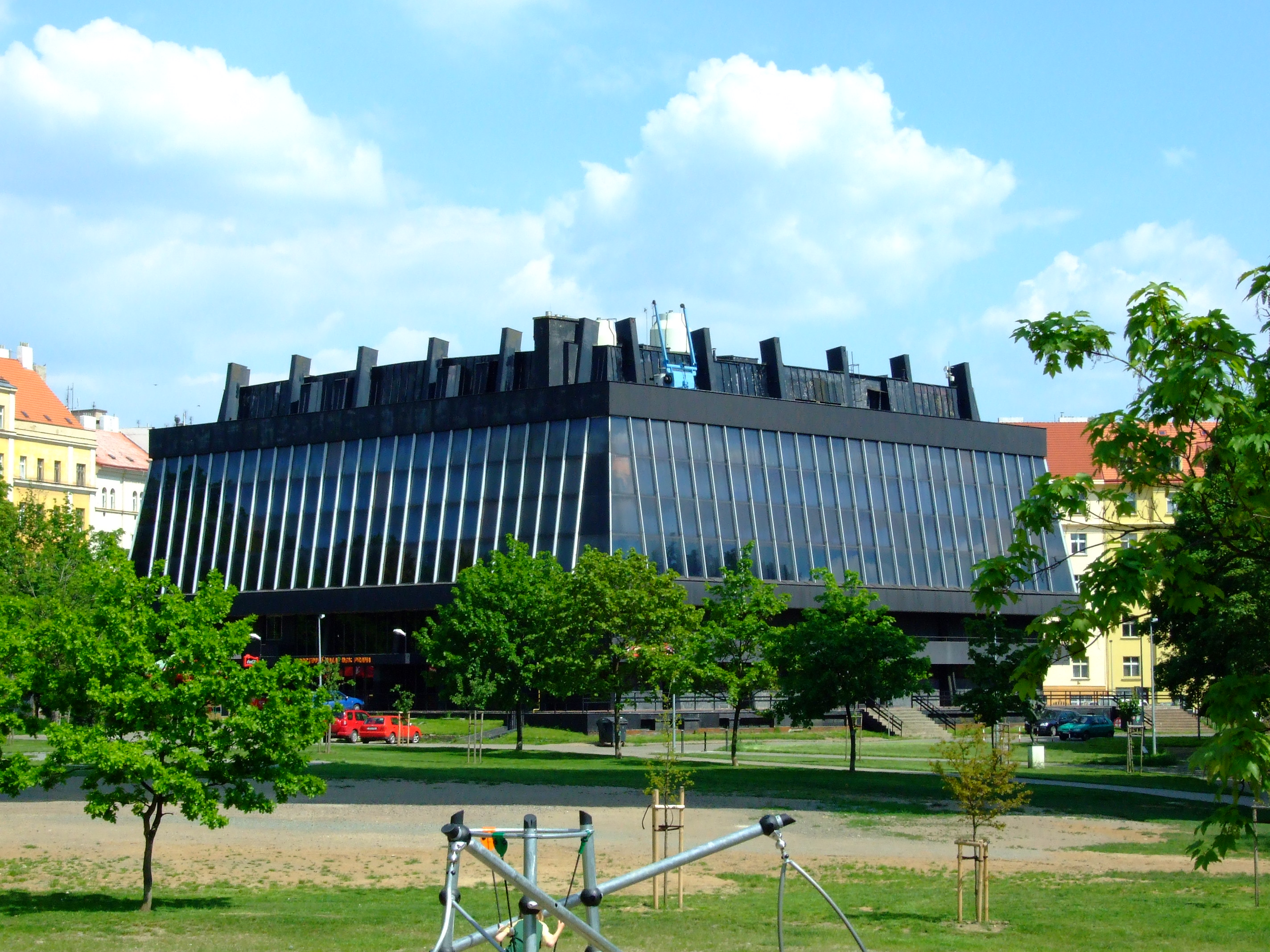
Sportovní hala Folimanka

Podél potoka je park plochý, avšak směrem ke Karlovu strmě stoupá. Kamenné zídky ve svahu jsou pravděpodobně pozůstatkem zdejších vinic (Formanova vinice-Formanka-Folmanka-Folimanka). V parku vedle domácích dřevin jako javorů (od javorových nažek — „nosů“, odvozoval Jaroslav Foglar starý název Nuslí — „Nostuly“) a jasanů rostou ještě pozůstatky bývalé zahrady ovocné stromy, např. hrušně. Pestrou škálu stromů obohacují i jehličnany a keře. Park kromě flory zdobí také řada plastik a dvě fontány. Nachází se zde také velké dětské hřiště a rekreační sportovní areál.

## Historie
Park svůj název dostal po již neexistující usedlosti a vinici, jejíž první majitel se jmenoval Jakub Foliman (Forman). První zmínka ve viničných knihách se objevuje roku 1353. Vsi Horní Nusle a Dolní Nusle tam, pod hradbami Vyšehradu, existovaly již před založením Nového města pražského v roce 1348 (8. března). Přibližně o 100 let později je v záznamech kromě vinice uváděn i meruňkový sad. Jako prostor pod "hradbami v Nuslích" je zmiňována i v díle Viléma Mrštíka (Santa Lucia).
Usedlost, která zde stávala v místech dnešních pahorků ve střední části parku, vznikla pravděpodobně v 18. století. Až k ní zasahovala velkolepá pouť pražských ševců Fidlovačka svými atrakcemi, kolotoči a stánky, konající se tehdy v Nuselském údolí pravidelně každoročně vždy ve středu po Velikonocích. Slavnost v Nuslích byla považována za velký i když "nezasvěcený" svátek.
Spolek pro zřízení dětského ortopedického pavilonu v Praze usedlost i s pozemky roku 1918 koupil a chtěl ji za tímto účelem opravit. Tento plán se ovšem nikdy neuskutečnil a tak byla usedlost v 60. letech 20. století zbořena. Nezůstaly po ní žádné stopy stejně jako po bývalém mlýnském náhonu, Nuselském dolním mlýnu a fotbalovém hřišti Nuselského SK, které zde existovalo již před první světovou válkou.
Přesné datum přestavby vinice na park není známo, ale z dobových fotografií zachycující Nuselské údolí na přelomu 20. a 30. let 20. století je patrné, že svahy jsou ještě ve větší míře holé, tedy "viničné". Současné parkové úpravy pocházejí přibližně z počátku 70. let 20. století, kdy zde byly vybudovány fontány a opravena dětská hřiště. Park prošel roku 2007 I. etapou rozsáhlé rekonstrukce, během níž byla upravena střední část parku s vybudováním nových dětských pískovišť, atrakcí a hřišt. Nově zde byl také vystavěn správcovský domek poskytující návštěvníkům parku k zapůjčení sportovní náčiní a možnost občerstvení.
Roku 1930 zde byly vystavěny nové činžovní domy, vznikla tak ulice Na Folimance a ulice Fričova vedoucí k Nuselským schodům. Nahoře vedle Karlova a vedlejších schodů proti "Budči" do Bělehradské ulice bylo postaveno koupaliště Na Folimance s otevřeným bazénem, fungujícím pro veřejnost ještě v šedesátých letech 20. století. Usedlost Folimanka byla zbourána při stavbě Nuselského mostu v roce 1969. Současně bylo zrušeno veřejné koupaliště na severním předmostí.
Park přetíná ve zhruba čtyřicetimetrové výšce Nuselský most, postavený roku 1973, dopravní tepna hlavního města.
Jméno Folimanka se objevuje ještě jednou a to jako jméno moderní prosklené sportovní haly postavené roku 1976 podle návrhu architekta Jiřího Siegla, jež náleží sportovnímu klubu USK Praha. Je využívána zejména pro vrcholový basketbal a judo.
Roku 2022 byl v parku otevřený volnočasový areál Jammertal, který poskytuje například skatepark (v zimě ledové kluziště), hřiště na pétanque, ping pongový stůl, plochu na cvičení, knihobudku a interaktivní vodní prvek pro děti.

## Sochy

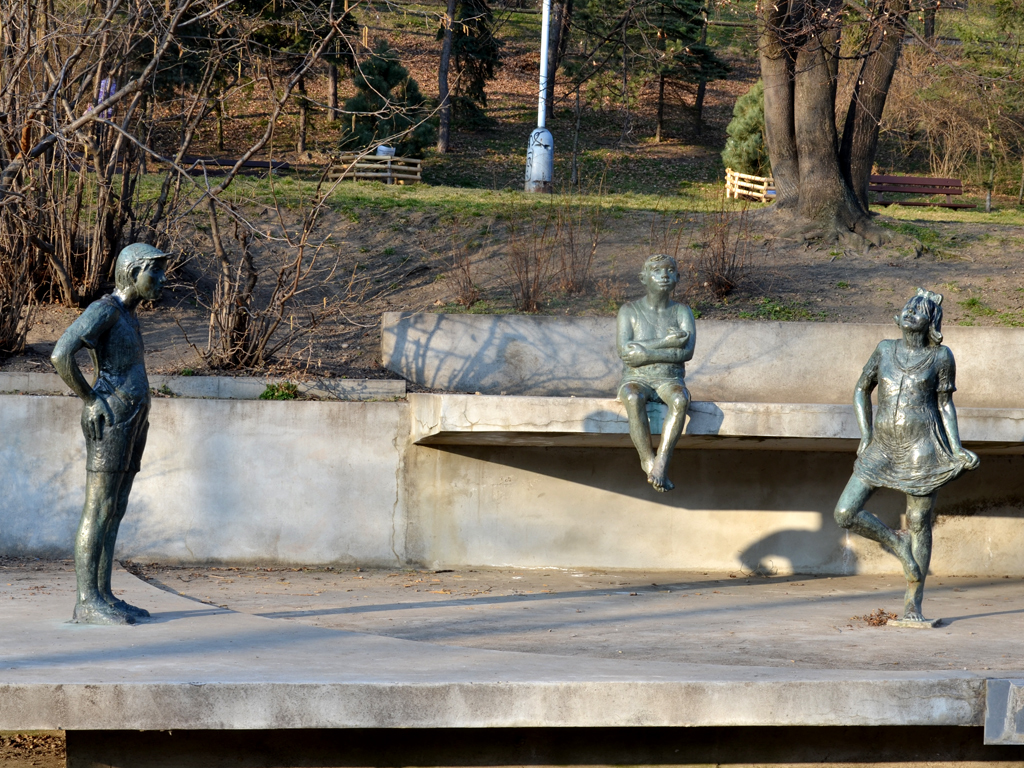
Bronzové sousoší Tři (Fanda, Julie a Milouš) z roku 1975
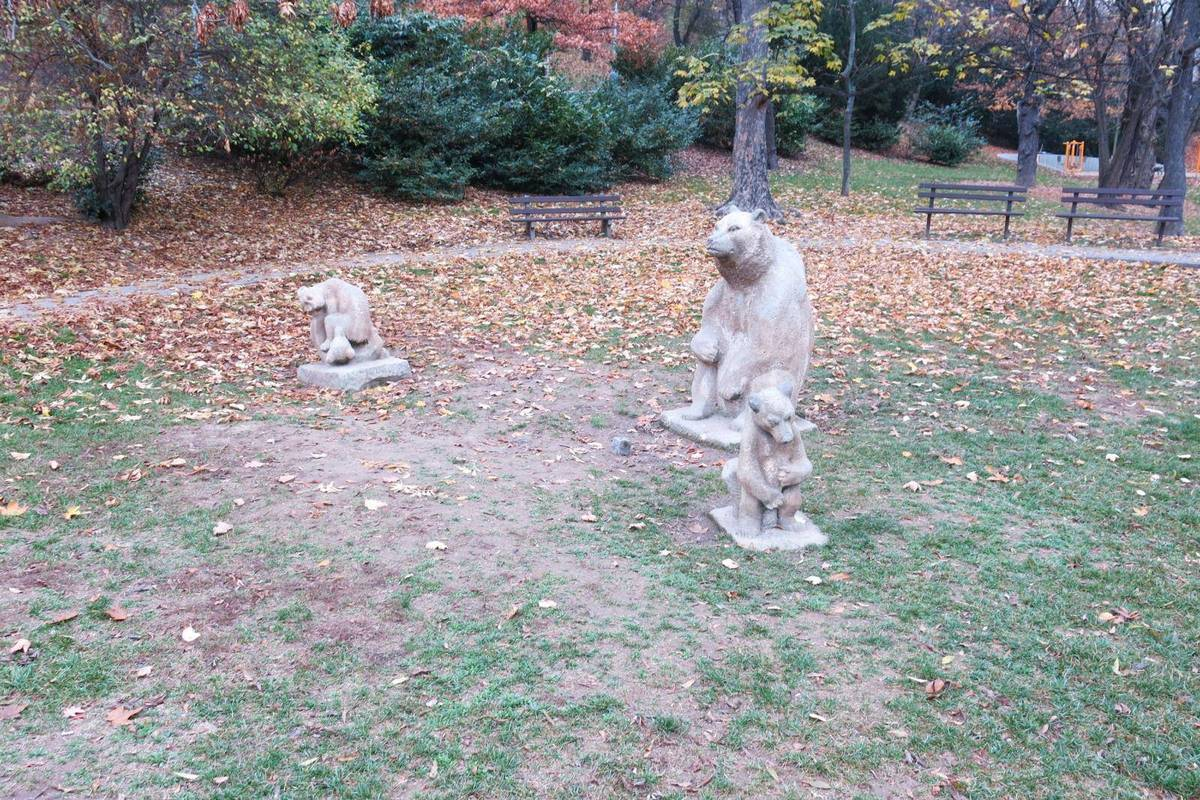
Pískovcové sousoší Medvědí rodina z roku 1976
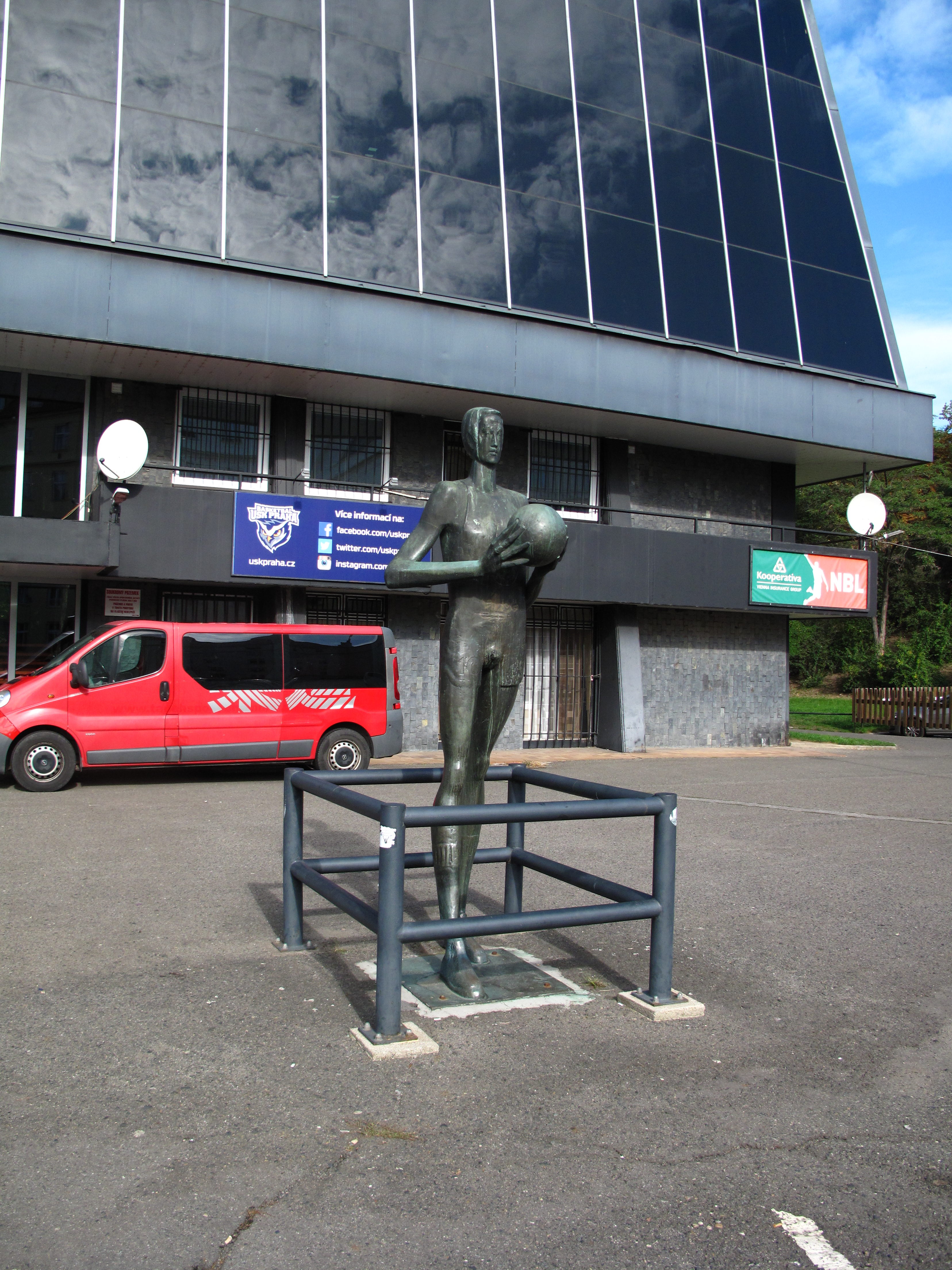
Bronzová socha Basketbalista z roku 1977
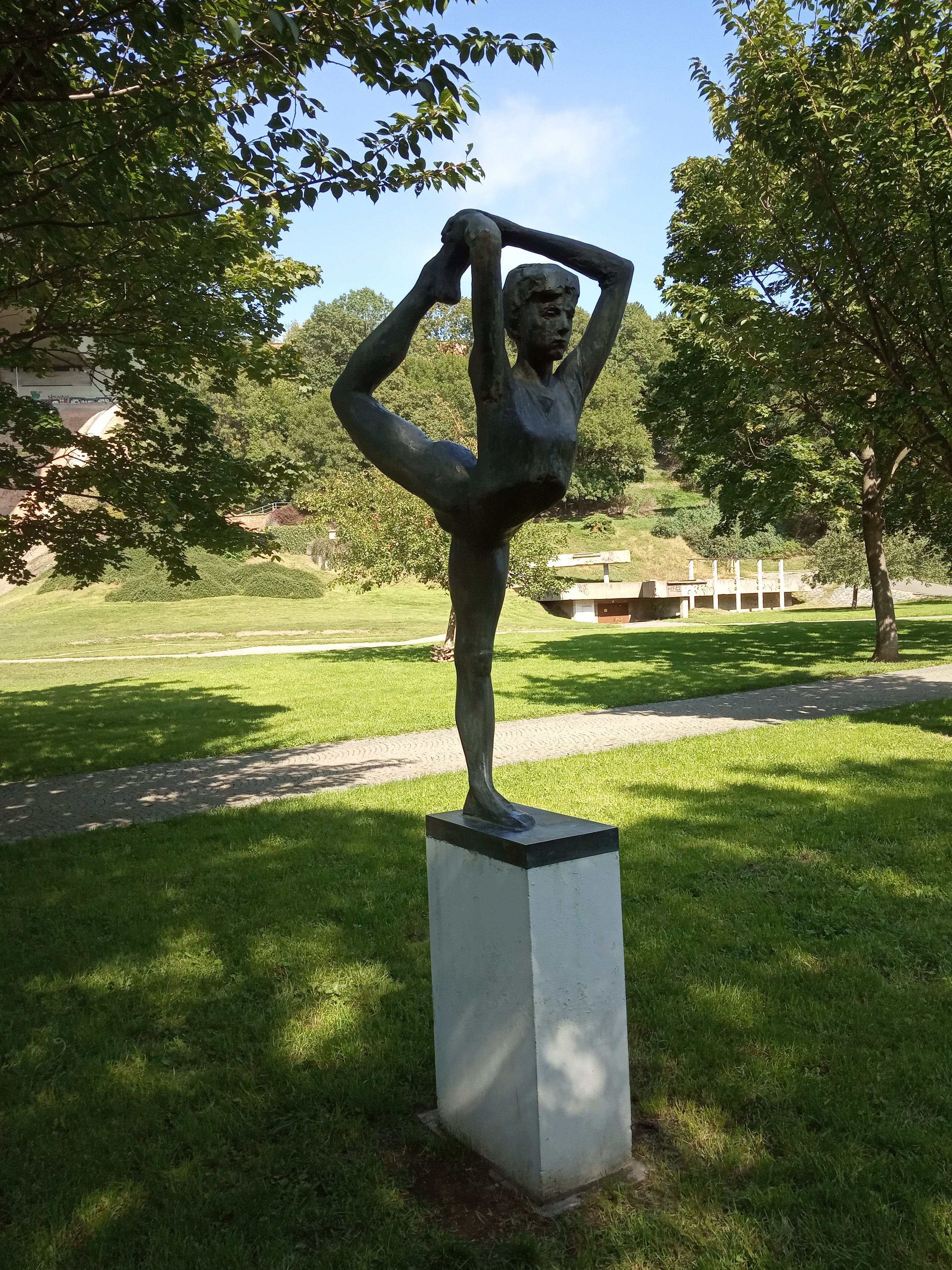
Bronzová socha Gymnastka z roku 1981
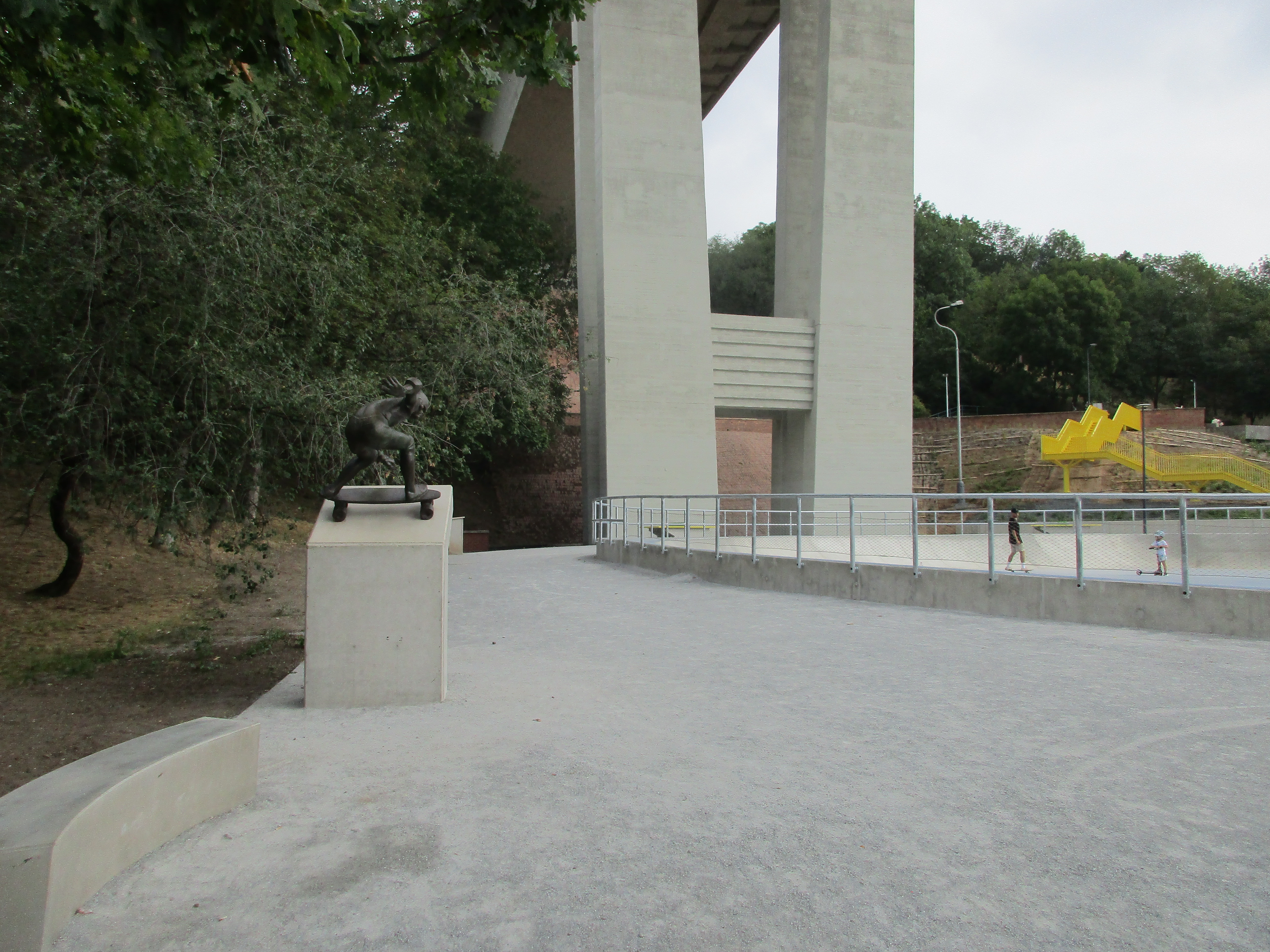
První socha skateboardisty na světě (1982) vedle skateparku z roku 2022